# Braojos
Braojos település Spanyolországban, Madrid tartományban. Braojos La Serna del Monte, Gascones, Arcones, Prádena és La Acebeda községekkel határos. Lakosainak száma 219 fő (2024).

## Népesség
A település népessége az utóbbi években az alábbiak szerint változott:
| Lakosok száma | 161  | 191  | 175  | 190  | 204  | 199  | 208  | 205  | 218  | 219  |
|               | 2001 | 2004 | 2007 | 2009 | 2012 | 2014 | 2017 | 2019 | 2022 | 2024 |